# Pride Fighting Championships

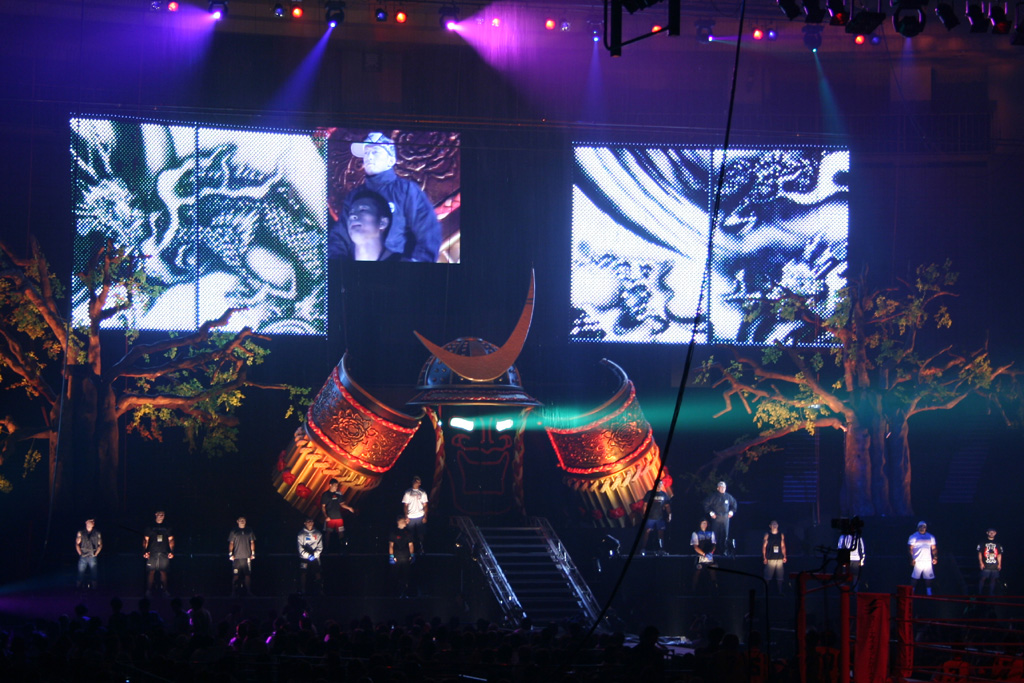
Présentation des combattants lors du Pride Bushido, juillet 2005.

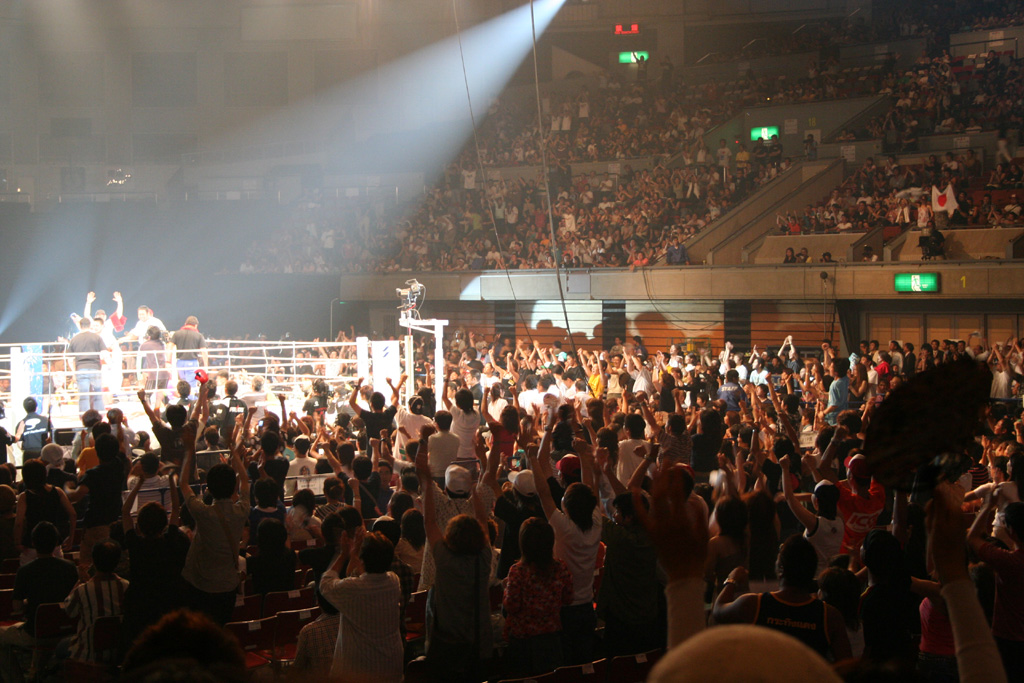
La foule des spectateurs du Nagoya City Sports Complex, Japon.

Pride Fighting Championships ou Pride FC était une organisation professionnelle de mixed martial arts (MMA), très populaire au Japon. Elle a été la deuxième organisation mondiale de MMA après l'Ultimate Fighting Championship (UFC). Sa première compétition s'est déroulée au Tokyo Dome le 11 octobre 1997 et plus de soixante évènements ont été organisés jusqu'à sa disparition en 2007. En août 2002, le Pride a établi un record de spectateurs pour une rencontre de sports de combat, avec 71 000 billets vendus lors de la soirée Shockwave/Dynamite.
Le 27 mars 2007, Dream Stage Entertainment a vendu le Pride à Lorenzo Fertitta et Frank Fertitta III, les copropriétaires de Zuffa, qui possèdent l'organisation rivale, l'Ultimate Fighting Championship (UFC).

## Historique
Le Pride FC est né au Japon à la suite du succès de l'UFC aux États-Unis et des victoires retentissantes d'un certain Royce Gracie. Une révolution s'est produite dans le petit monde du combat dans les années qui suivent l'UFC 1, on se rend compte que toutes les distances sont importantes, le pied poing tout comme le travail au sol. L'ère du combat total, ou toutes les techniques possibles sont utilisables, est arrivé.
Le 11 octobre 1997, les Japonais font appel au grand frère de Royce, prénommé Rickson Gracie, pour ouvrir les festivités. Rickson est la légende du Gracie Jiu Jitsu, il est un descendant direct de son fondateur et son meilleur représentant. Son frère Royce a dit de lui qu'il était dix fois meilleur que lui ; il est déjà vénéré comme un demi-dieu avant même son premier combat. Son adversaire, Nobuhiko Takada, est une star adulée au Japon, il vient du catch professionnel qui est énormément médiatisé et respecté au pays du soleil levant. Chacun des deux adversaires clame haut et fort que son style est le plus efficace. Ce combat représente bien ce que pouvait être le Pride FC à ses débuts, des rencontres entre deux hommes mais aussi et surtout entre deux disciplines différentes, s'affrontant devant les fans et les pratiquants du monde entier pour savoir qui était le plus fort et quel art martial le plus efficace...
Les organisateurs présentaient ainsi le Pride sur leur site officiel : « Imaginez un pratiquant de Jiu Jitsu Brésilien contre un kick boxeur, un spécialiste du Judo contre un lutteur [...] c'est ça le mixed martial arts [...] c'est ça le Pride FC. Chaque combat est le point culminant d'années d'entrainement pour ces athlètes, les meilleurs représentants de leur art martial, qui ne combattent pas uniquement pour la victoire mais aussi pour défendre leur style de combat ! ».
Le 27 mars 2007, Nobuyuki Sakakibara, président du Pride, annonce que le patron de Station Casinos, LLC (en), Lorenzo Fertitta, copropriétaire de Zuffa et de l'Ultimate Fighting Championship, rachète à Dream Stage Entertainment tous les droits sur le PRIDE Fighting Championships après le PRIDE 34: Kamikaze, pour un montant inférieur à 70 millions de dollars. En 2015, Nobuyuki Sakakibara, créera la Rizin Fighting Federation, une organisation de MMA japonaise avec en tête d'affiche l'ancien champion des poids lourds de Pride FC, Fedor Emelianenko.

## Règles du Pride FC
Il est interdit d'utiliser les coudes et la tête, il est aussi interdit de taper derrière la tête,et de frapper les testicules. Le match peut finir par soumission suivi d'un abandon, par KO, ou par arrêt de l'arbitre pour cause de blessures.

### Catégories de poids
- Égal ou supérieur à 93 kg - poids lourd
- 93 à 84 kg - poids moyen et mi-lourd
- 83 à 74 kg - poids welter
- Égal ou inférieur à 73 kg - poids léger

### Durée des matchs
La plupart des matchs du Pride sont découpés en trois rounds.
Au Japon, il y a un premier round de 10 minutes suivi de deux autres rounds de 5 minutes chacun. Une pause de 1 min 30 s est accordée entre les rounds.

### Façons de remporter un match
Deux adversaires disputent le match dans un ring de taille 7 mètres sur 7.
- Ippon : Pour signaler son abandon, le concurrent tape la main trois fois sur la toile.
- TKO :
  - Arrêt de l'arbitre : Lorsque l'arbitre voit qu'un des combattants domine le combat tellement que son adversaire se retrouve en danger, et qu'il devient incapable de se défendre de manière intelligente, il peut arrêter le match.
  - Arrêt médical : Si un combattant est blessé (à la suite de techniques autorisées) et qu'il ne peut continuer le combat à cause de ses blessures, son adversaire est déclaré vainqueur. Seul le médecin sur le ring peut déterminer si le combattant peut ou non continuer le combat. Si la blessure a été causée par des techniques illégales, le responsable est disqualifié.
  - Match perdu par forfait : Un des coins jette l'éponge, signifiant l'abandon de son combattant.
- Décision : Si le match va jusqu'au bout du temps imparti (20 minutes), les trois juges donnent leur décision pour déterminer le vainqueur. Les critères sont : les efforts fournis pour finir le match par KO ou soumission, les dégâts physiques donnés à l'adversaire, les combinaisons debout et le contrôle au sol, l'agressivité et le poids (s'il existe une différence de plus de 10 kg. Ces critères sont listés par ordre d'importance. Les juges considèrent le match entier et pas les trois rounds séparément.
- Disqualification : Un avertissement est donné sous forme d'un carton jaune quand un combattant fait une action illégale ou ignore les instructions de l'arbitre. Trois avertissements conduisent à une disqualification. De plus chaque carton jaune donné à un combattant réduit la prime qui lui est due pour participer à l'événement de 10 %.
- No contest : Lors d'un match si les deux concurrents enfreignent gravement les règles, ce match sera déclaré un « No Contest » (match annulé).

## Disqualification pour actions illégales
Les actions suivantes sont considérées comme illégales :
1. Pas de coup de tête, pas d'attaque aux yeux, pas de tirage de cheveux, pas de morsure, pas de doigt dans les orifices.
2. Pas d'attaque à l'aine
3. Pas de coups (de poing, de pied, de coude) à l'arrière de la tête (région occipitale et cervicales). Les parties latérales de la tête et autour des oreilles ne sont pas considérées comme interdites.
4. Pas de manipulation des petites articulations (nécessité de contrôler au moins quatre doigts ou quatre orteils).
5. Pas de coup de coude à la tête ni à la face.
6. Pas de projection intentionnelle de l'adversaire hors du ring.
7. Ne pas sortir intentionnellement du ring.
8. Ne pas tenir les cordes intentionnellement. Ne pas poser un bras ou une jambe sur les cordes. S'accrocher aux cordes donne lieu à un avertissement immédiat.
9. Pas d'application d'huile, onguent, spray, vaseline, crème de massage ou n'importe quelle substance à la peau avant et pendant le combat. L'infraction à cette règle entraîne une disqualification.

Quand un combattant commet une de ces actions, il reçoit un avertissement de l'arbitre sous la forme d'un carton jaune. Chaque avertissement sera considéré comme un point de pénalité si le match est décidé par les juges. Trois avertissements conduisent à la disqualification.

## Champions du Pride FC

### Poids lourds
La catégorie regroupe les compétiteurs de plus de 93 kg.
| No. | Nom                                                                          | Événement                              | Période de règne                 | Défenses de titre |
| --- | ---------------------------------------------------------------------------- | -------------------------------------- | -------------------------------- | --- |
| 1   | Antônio Rodrigo Nogueira bat Heath Herring                                   | Pride 17 Tokyo, Japon                  | 3 novembre 2001 16 mars 2003     | |
| 2   | Fedor Emelianenko                                                            | Pride 25 Yokohama, Japon               | 16 mars 2003                     | |
| -   | Antônio Rodrigo Nogueira bat Mirko Filipović pour le titre intérimaire       | Pride Final Conflict 2003 Tokyo, Japon | 9 novembre 2003 31 décembre 2004 | |
| 2   | Fedor Emelianenko bat Antônio Rodrigo Nogueira pour l'unification des titres | Pride Shockwave 2004 Saitama, Japon    | 9 novembre 2003 31 décembre 2004 | 1. bat Mirko Filipović au Pride Final Conflict 2005, le 28 août 2005 2. bat Mark Hunt au Pride Shockwave 2006, le 31 décembre 2006 |

### Poids moyens
La catégorie regroupe les compétiteurs de moins de 93 kg.
| No. | Nom                                  | Événement                              | Période de règne                | Défenses de titre |
| --- | ------------------------------------ | -------------------------------------- | ------------------------------- | --- |
| 1   | Wanderlei Silva bat Kazushi Sakuraba | Pride 17 Tokyo, Japon                  | 3 novembre 2001 24 février 2007 | 1. bat Kiyoshi Tamura au Pride 19, le 24 février 2002 2. bat Hiromitsu Kanehara au Pride 23, le 24 novembre 2002 3. bat Quinton Jackson au Pride 28, le 31 octobre 2004 4. bat Ricardo Arona au Pride Shockwave 2005, le 31 décembre 2005 |
| 2   | Dan Henderson                        | Pride 33 Las Vegas, Nevada, États-Unis | 24 février 2007                 | |

Le titre des poids moyens du Pride FC est unifié avec le titre des poids mi-lourds de l'UFC lors de l'UFC 75, le 8 septembre 2007, quand Quinton Jackson bat Dan Henderson.

### Poids mi-moyens
La catégorie regroupe les compétiteurs de moins de 83 kg.
| No. | Nom                                 | Événement                           | Période de règne | Défenses de titre |
| --- | ----------------------------------- | ----------------------------------- | ---------------- | ----------------- |
| 1   | Dan Henderson bat Murilo Bustamante | Pride Shockwave 2005 Saitama, Japon | 31 décembre 2005 |                   |

Le titre des poids mi-moyens du Pride FC est unifié avec le titre des poids moyens de l'UFC lors de l'UFC 82, le 1er mars 2008, quand Anderson Silva bat Dan Henderson.

### Poids légers
La catégorie regroupe les compétiteurs de moins de 73 kg.
Le premier titre de champion des poids légers du Pride FC est attribué à la suite d'un tournoi, dit Pride Lightweight Grand Prix, réunissant huit combattants. Les quarts et demi-finales se déroulent lors du Pride Bushido 9, le 25 septembre 2005. Takanori Gomi remporte la finale face à Hayato Sakurai, le 31 décembre lors du Pride Shockwave 2005 et devient le premier champion de la catégorie.
| No. | Nom                              | Événement                           | Période de règne | Défenses de titre                                             |
| --- | -------------------------------- | ----------------------------------- | ---------------- | ------------------------------------------------------------- |
| 1   | Takanori Gomi bat Hayato Sakurai | Pride Shockwave 2005 Saitama, Japon | 31 décembre 2005 | 1. bat Marcus Aurelio au Pride Bushido 13, le 5 novembre 2006 |

### Vainqueurs de tournois
Après un peu plus de deux ans d'existence, le Pride FC organise son premier tournoi, appelé « Pride Grand Prix ». Celui-ci débute le 30 janvier 2000 et rassemblera seize combattants sans limite de poids. La compétition va se disputer sur deux soirées distinctes : celle de fin janvier accueille les huit premiers combats tandis que les quarts, demi-finales et finale se déroulent le 1er mai. Le lutteur américain Mark Coleman remporte cette première édition.
La promotion va ensuite organiser, chaque année à partir de 2003 et jusqu'en 2006, un ou plusieurs tournois dans différentes catégories de poids.
| Année | Catégorie de poids | Champion          | Finaliste                |
| ----- | ------------------ | ----------------- | ------------------------ |
| 2000  | Toutes catégories  | Mark Coleman      | Igor Vovchanchyn         |
| 2003  | Poids moyens       | Wanderlei Silva   | Quinton Jackson          |
| 2004  | Poids lourds       | Fedor Emelianenko | Antônio Rodrigo Nogueira |
| 2005  | Poids moyens       | Maurício Rua      | Ricardo Arona            |
| 2005  | Poids mi-moyens    | Dan Henderson     | Murilo Bustamante        |
| 2005  | Poids légers       | Takanori Gomi     | Hayato Sakurai           |
| 2006  | Toutes catégories  | Mirko Filipović   | Josh Barnett             |
| 2006  | Poids mi-moyens    | Kazuo Misaki      | Denis Kang               |